# Buena Vista (contea di Richland, Wisconsin)
Buena Vista è un centro abitato (town) degli Stati Uniti d'America situato nella contea di Richland nello Stato del Wisconsin. La popolazione era di 1,575 persone al censimento del 2000. Le comunità incorporate di Gotham e Sextonville si trovano nella città.

## Geografia fisica
Secondo lo United States Census Bureau, ha un'area totale di 42,0 miglia quadrate (108,8 km²).

## Società

### Evoluzione demografica
Secondo il censimento del 2000, c'erano 1,575 persone.

### Etnie e minoranze straniere
Secondo il censimento del 2000, la composizione etnica della città era formata dal 97,90% di bianchi, lo 0,25% di afroamericani, lo 0,32% di nativi americani, lo 0,32% di asiatici, lo 0,38% di altre razze, e lo 0,83% di due o più etnie. Ispanici o latinos di qualunque razza erano l'1,02% della popolazione.